# دماسنج فروسرخ

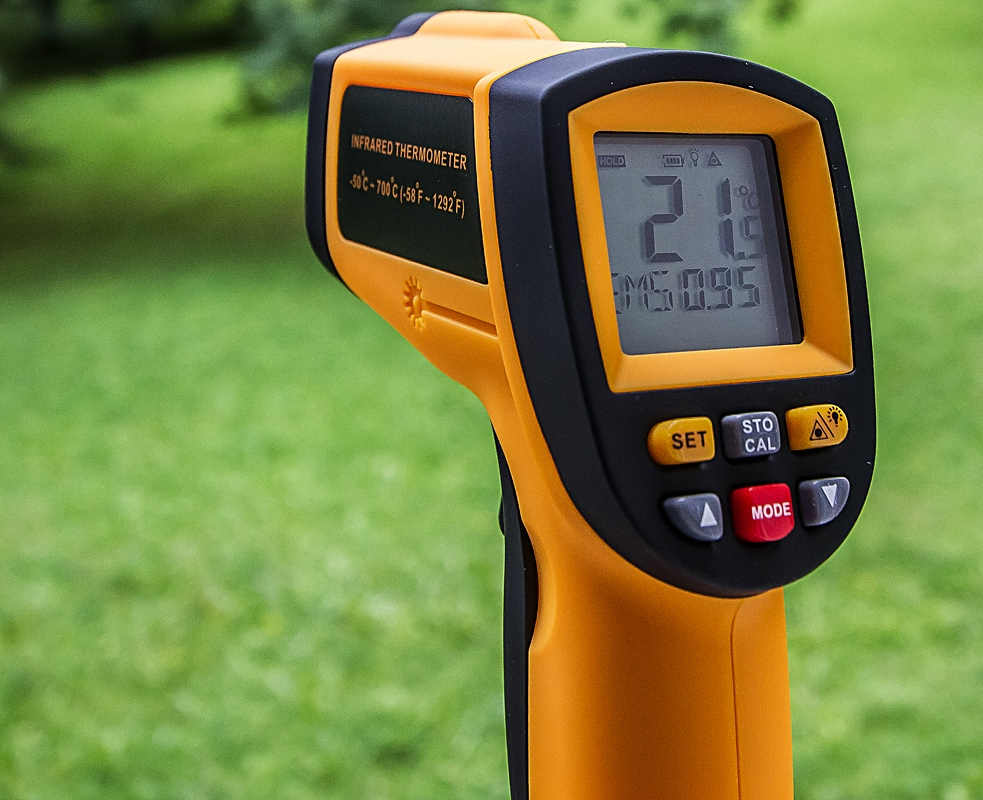
یک دماسنج فروسرخ

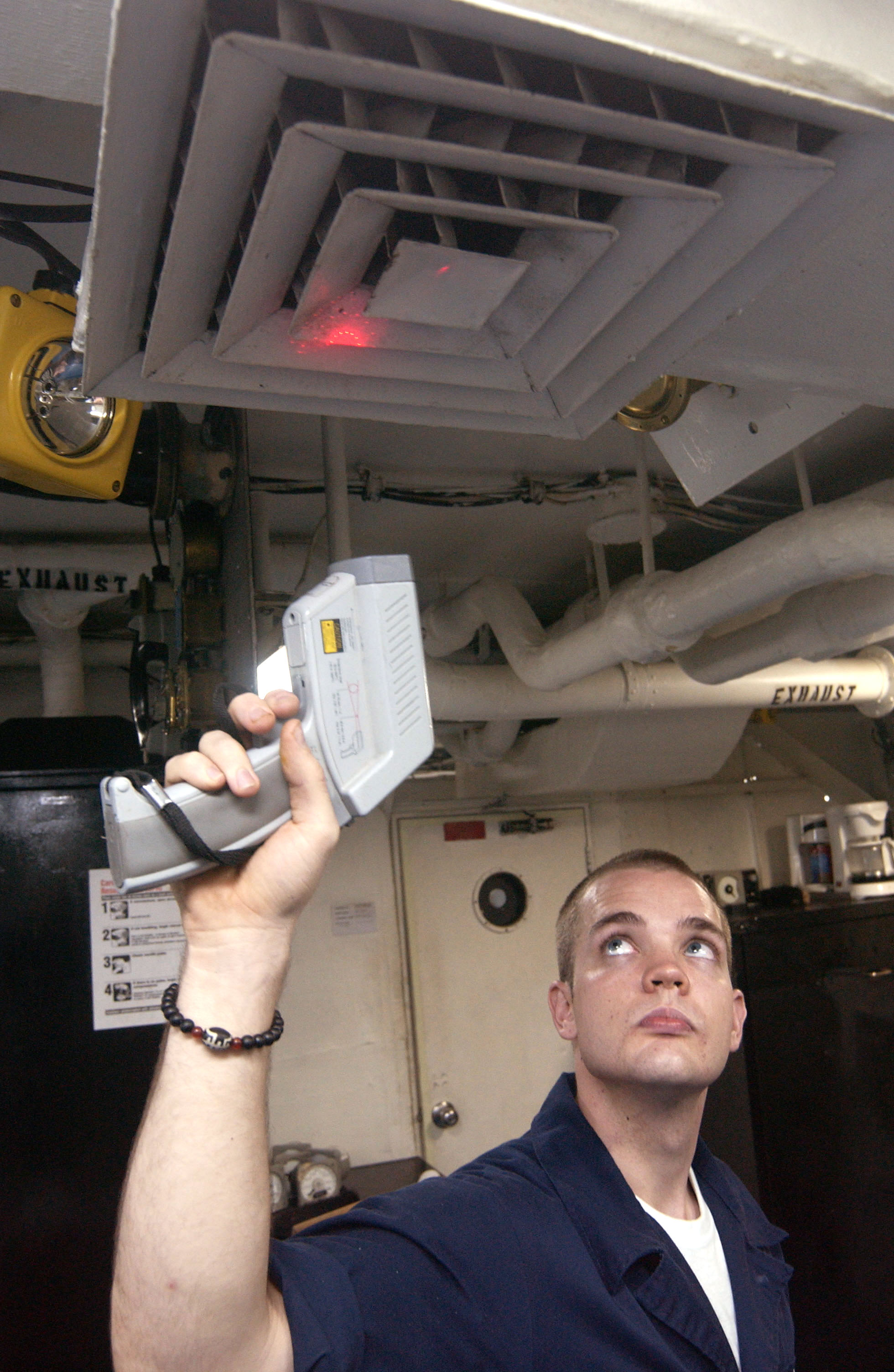
ملوانی که دمای یک سیستم تهویه را بررسی می‌کند.

دماسنج فروسرخ (انگلیسی: Infrared thermometer) نوعی دماسنج است که دما را با اندازه‌گیری بخشی از تابش گرمایی منتشرشده توسط جسم مورد اندازه‌گیری که گاهی اوقات تابش جسم سیاه نیز نامیده می‌شود، محاسبه می‌کند. گاهی اوقات برای توانایی دستگاه برای اندازه‌گیری دما از فاصله دور، این دماسنج‌ها را به نام دماسنج‌ لیزری (به‌دلیل استفاده از لیزر‌ در اندازه‌گیری دما)، دماسنج غیرتماسی یا تفنگ دمایی نیز می‌نامند. 
اغلب اوقات با دانستن مقدار انرژی فروسرخ منتشرشده از یک جسم و قابلیت انتشار آن، می‌توان دمای جسم را در بازه‌ای مشخص نسبت به دمای واقعی آن اندازه‌گیری کرد. دماسنج‌های فروسرخ زیرمجموعه‌ای از وسایلی هستند که به نام دماسنج‌های تابش گرمایی شناخته می‌شوند.
طراحی دماسنج‌های فروسرخ به‌طور ویژه شامل یک لنز برای متمرکز کردن بخش فروسرخ تابش گرمایی بر روی یک حسگر است که این حسگر می‌تواند با تبدیل نیروی تابشی به یک سیگنال الکتریسیته و پس از کم‌کردن دمای محیط، دمای جسم را در یکاهای دما نشان دهد. با این روش می‌توان دمای اجسام را با فاصله و بدون نیاز به تماس با آن جسم به‌دست آورد. دماسنج غیرتماسی فروسرخ برای اندازه‌گیری دما در شرایطی که امکان استفاده از ترموکوپل یا دیگر حسگرهای دمایی وجود ندارد یا به دلایل مختلف، اندازه‌گیری‌های آن‌ها دقت کافی را ندارد، به‌کار می‌رود.